# Peter Harzheim
Peter Harzheim (* 29. März 1902 in Essen; † 3. Juli 1967 in Karl-Marx-Stadt) war ein deutscher Schauspieler.

## Leben
Peter Harzheim besuchte die Folkwangschule in seiner Geburtsstadt und debütierte 1922 am damaligen Stadttheater Kaiserslautern, von wo ihn weitere Verpflichtungen an zahlreiche Bühnen in Deutschland führten, so nach Kiel und Flensburg, Hanau, Mönchengladbach, Tilsit, Nordhausen und Görlitz. In den 1930er-Jahren war er auch am Meininger Theater engagiert, hier im Fach „Schwerer Charakterspieler“. Kurz vor Ende des Zweiten Weltkrieges wurde Harzheim zur Wehrmacht eingezogen und kam in amerikanische Gefangenschaft, aus der er aber fliehen und zu seiner Familie ins thüringische Sonneberg gelangen konnte. Seine Bühnenlaufbahn setzte er kurz nach Kriegsende am Meininger Theater fort, spielte dann in Dresden, Schwerin und Plauen und kam zuletzt nach Karl-Marx-Stadt. Wichtige und bekannte Rollen Harzheims waren der Dorfrichter Adam in Heinrich von Kleists Lustspiel Der zerbrochne Krug sowie Mephisto und Faust in Johann Wolfgang von Goethes gleichnamigem Schauspiel.
Gelegentlich sah man Peter Harzheim auch im Fernsehen und auf der Leinwand, zum Beispiel  1959 in der Komödie Bevor der Blitz einschlägt oder 1961 in Der Fremde. Ebenfalls 1959 stand er mit seiner Ehefrau, der Schauspielerin Mary-Edith Schreiber (1921–2014), in dem Film Die Frauen auf Niskavuori gemeinsam vor der Kamera.

## Filmografie
- 1958: Das Stacheltier – Die neue Chefin
- 1959: Bevor der Blitz einschlägt
- 1959: Der taktlose Hermann
- 1959: Die Frauen auf Niskavuori
- 1960: Wasser für Canitoga
- 1961: Der Fremde
- 1961: Joe wird es schaffen
- 1963: Zwischenbilanz
- 1964: Sommer in Heidkau
- 1965: Dr. Schlüter – Der Pakt